# 萧氏多元文化频道
肖氏多元文化频道（英語：Shaw Multicultural Channel，简称SMC）是一个由肖氏通讯所拥有的加拿大有线电视频道，提供18种语言的节目，覆盖温哥华和卡尔加里两市。

## 频道历史
该频道于1979年推出，当时名为“羅渣士多元文化频道”（英語：Rogers Multicultural Channel），仅覆盖温哥华的羅渣士有线网络。2000年，肖氏通讯接手羅渣士傳媒部分资产后将频道更为现名，肖氏通讯因此成为卑詩省第一大有线电视公司，该频道之后也在卡尔加里落地。
随着肖氏通讯收购環球電視股权，環球電視在2012-16年间逢工作日于该频道播出《Global National国语新闻》。2016年康力斯娛樂收购萧氏传媒大部分资产，该频道不在收购范围内。